# Hypericum barbatum
Hypericum barbatum är en johannesörtsväxtart. Hypericum barbatum ingår i släktet johannesörter, och familjen johannesörtsväxter.

## Underarter
Arten delas in i följande underarter:
- H. b. barbatum
- H. b. calabricum